# Cultura de Glasinac
La cultura de Glasinac o cultura de Glasinac-Mati es una de las culturas arqueológicas más significativas de la Edad del Bronce y la Edad del Hierro en los Balcanes centrales y occidentales. Su nombre procede de la meseta de Glasinac, en el este de Bosnia y Herzegovina, cerca de Sarajevo, donde se han realizado numerosos hallazgos arqueológicos. Esta cultura se extendió por el este de Bosnia y Herzegovina, el suroeste de Serbia, el norte de Montenegro, Kosovo y gran parte de la actual Albania, donde se conoce como Glasinac-Mati. Se distingue por sus túmulos funerarios, a menudo agrupados en torno a colinas fortificadas, con restos de muros de piedra seca que forman necrópolis. Los representantes de esta cultura se asocian generalmente con los ilirios.

## Nomenclatura
El término «Glasinac-Mati» fue acuñado en 1974 por los arqueólogos Frano Prendi y Klaus Kilian de forma independiente.

## Yacimientos

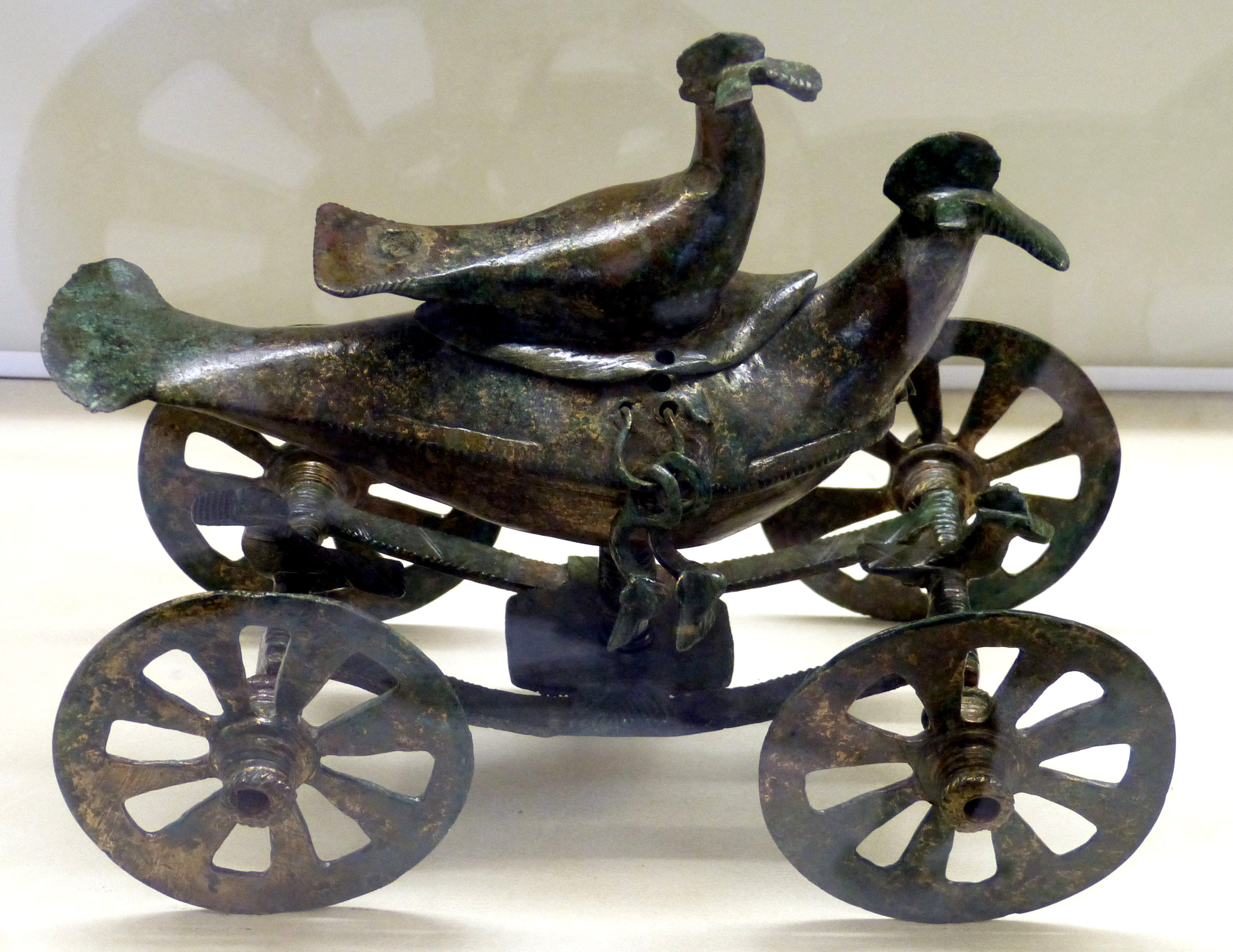
Carro de culto con aves de la Edad del Hierro (siglos - a. C.) perteneciente a la cultura de Glasinac.

La investigación en Glasinac comenzó en 1880 tras el descubrimiento casual de un túmulo funerario de un sacerdote de la Edad del Hierro. El descubrimiento supuso el inicio de la investigación arqueológica organizada en la región. De 1888 a 1897 se excavaron un total de 1234 montículos. Contenían 1000 túmulos con entre 3000 y 5000 hallazgos en total. Los primeros catálogos de los hallazgos de Glasinac fueron elaborados en 1956-57 por los arqueólogos Alojz Benac y Borivoj Čović. En 1981, la arqueóloga Nora Lucentini elaboró un catálogo revisado que incluía otras 192 tumbas de la Edad del Hierro. En total, se han analizado y posteriormente catalogado 352 tumbas. Representan entre el 7% y el 12% de los hallazgos excavados en las tumbas de la zona del yacimiento tipo Glasinac.
En los valles de los ríos Mat y Fan inferiores, en la zona de la llanura de Zadrima, se construyeron túmulos que contenían tumbas de una clase guerrera cuya cultura material coincidía con la de Glasinac. Estos enterramientos solían incluir muchas armas y armaduras. Permanecieron en uso hasta el siglo IV a. C., cuando surgieron nuevas prácticas funerarias. En Albania central, la cultura de Glasinac está representada en los túmulos de Pazhok, que aparecieron en la Edad del Bronce Tardía (c. 1300 a. C.). Más al sur se encuentran los túmulos de la Edad del Bronce Tardío de Barç y los enterramientos tempranos de Kuç y Zi, estrechamente relacionados, cerca de la actual Korçë, que representan la extensión más meridional de la cultura Glasinaci. Las fortificaciones de los siglos IX-VIII a. C. de Symizë, Bellovodë, Bilisht y Tren, cerca del pequeño lago Prespa, también podrían estar relacionadas con ellos. El valle del río Drin, al noreste de Mat, alrededor de Kukës y al este hasta la actual Debar, está jalonado de yacimientos funerarios que aparecen en la Edad del Bronce Tardío y están estrechamente relacionados con los yacimientos del valle de Mat. A su vez, estos yacimientos están relacionados con los que se desarrollaron en el oeste de Kosovo, alrededor de la zona de Prizren, como el yacimiento de Romajë.

## Cultura

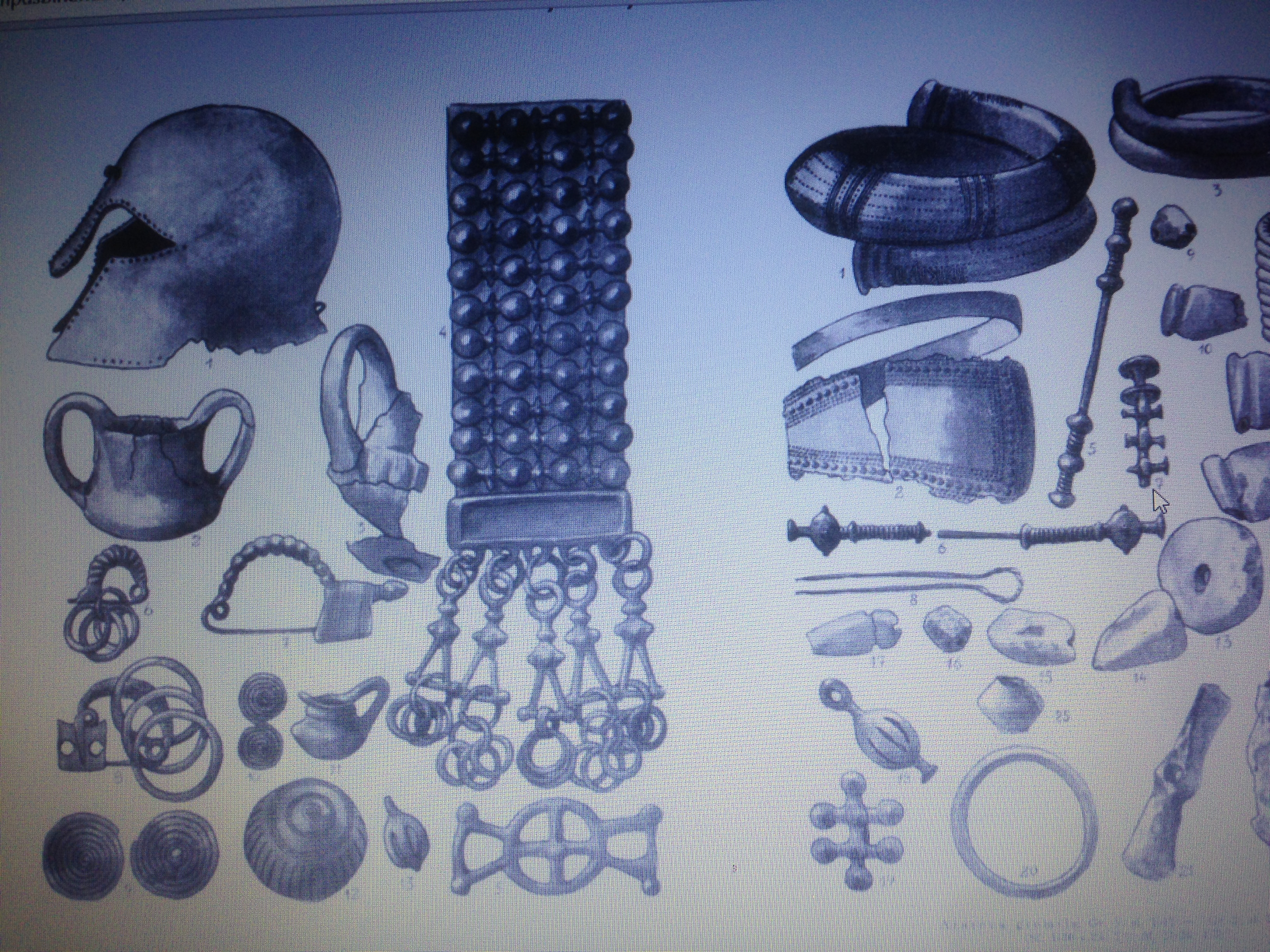
Artefactos de la Edad del Hierro.

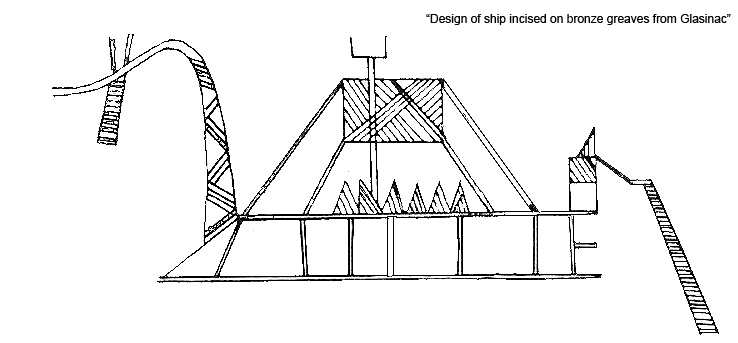
Representación de un barco en una greba de bronce de Glasinac-Mati.

### Cerámica
El corpus cerámico del grupo Glasinac seguía patrones geométricos. No desarrolló variaciones significativas hasta finales de la Edad del Hierro. En Albania, los yacimientos excavados a ambos lados del río Shkumbin han aportado poca evolución significativa en los patrones y formas decorativas hasta finales del siglo VI a. C.

## Interpretación
La cultura de Glasinac representa un desarrollo material local de las comunidades surgidas en el Adriático oriental. Estos grupos se conocieron como ilirios en tiempos históricos. 
A pesar de su eventual difusión, la cultura de Glasinac no es ni la cultura material iliria "definitiva", ni la única cultura material que se desarrolló entre los ilirios históricos. La cultura de Glasinac también desarrolló sus propias variantes. Se clasifica como el grupo central ilirio entre las culturas materiales afines que se observaron en la Edad del Hierro con las que interactuó. En total, se han descrito al menos seis culturas materiales que surgieron en territorios ilirios. Basándose en los hallazgos arqueológicos existentes, ha sido difícil hacer una definición arqueológica y geográfica comparativa sobre ellas.

## Desaparición de la cultura
Se cree que los herederos de la cultura Glasinac fueron la tribu iliria de los autariatas, que completaron su expansión territorial y su desarrollo sociopolítico, económico y cultural hacia el año 335 a. C. Hubo primero un período de estabilización, seguido de un largo período de estancamiento. Este estado de cosas se pone claramente de manifiesto en los restos de la cultura material utilizada por los autariatas durante este período, que no muestra un desarrollo radical, a diferencia de épocas anteriores en las que el espíritu autárquico demostraba una gran iniciativa, movilidad y originalidad en la producción material. Al mismo tiempo, se produjo una creciente afluencia de material importado, o bien una simple adopción de las características tipológicas y representaciones de otras culturas. A su llegada a la Baja Panonia, los celtas sometieron a los pueblos panonios (ilirios septentrionales), en particular a los de Eslavonia Oriental, Baranya y Sirmia Occidental y Sirmia, antes de dirigir su atención hacia los territorios situados más allá de las fronteras del Imperio macedonio, antes de dirigirse a los territorios más allá de las fronteras del Imperio macedonio. Los primeros en ser atacados fueron los autariatas, recientemente derrotados por Alejandro Magno.  Los celtas penetraron en los valles del Drina, Kolubara y Morava (Serbia). Las fuentes escritas afirman que los Autariatos sufrieron una migración masiva hacia el 310 a. C.. Se cree que tras la migración de los autariatas a Dardania se creó un vacío que duró hasta la época romana Se cree que tras la migración de los autariatas a Dardania, se creó un vacío, que duró hasta la época romana. Posteriormente, los desitiatas se asentaron en la región de Glasinac, principalmente en las aldeas<.  A diferencia de la cultura de Glasinac, cuyos transmisores eran los autariatas, su desarrollo continuó en el sur. Desde principios del siglo IV a. C., los ilirios locales (taulantios, labeatas, daorseos, ardieos) participaron en los acontecimientos greco-macedonios y cayeron gradualmente bajo la creciente influencia de la helenización.